# Conchoprimitiidae
De Conchoprimitiidae zijn een familie van uitgestorven kreeftachtigen uit de klasse van de Ostracoda (mosselkreeftjes).

## Geslacht
- Conchoprimitia Oepik, 1935 †